# Lancetes
Lancetes (лат.) — род жуков из семейства плавунцов. Единственный представитель подсемейства Lancetinae.

## Описание
Жуки длиной тела 7,5-13 мм с усеченной и выемчатой вершиной надкрылий. Тело сверху желтоватой окраски, мелко пунктированной или сетчатой скульптурой. Бока переднеспинки как правило окаймлённые. Половые пути самок с двумя половыми отверстиями. Голова личинок овальная или почти квадратная. Голени и лапки с плавательными щетинками по заднему краю. Последний сегмент брюшка усечен, сифон не выражен.

## Классификация
Разные систематики рассматривали род в подсемействе Colymbetinae в составе триб Lancetini, Coptotomini или Colymbetini. В 2001 году Келли Миллер восстановил валидный статус подсемейству Lancetinae Van den Branden, 1885 как монотипическое с единственным родом Lancetes. В мировой фауне насчитывается 22 вида.
- Lancetes angusticollis (Curtis, 1839)
- Lancetes arauco Bachmann & Trémouilles, 1981
- Lancetes backstromi Zimmermann, 1924
- Lancetes biremis Ríha, 1961
- Lancetes borellii Griffini, 1895
- Lancetes dacunhae Brinck, 1948
- Lancetes delkeskampi Ríha, 1961
- Lancetes falklandicus Ríha, 1961
- Lancetes flavipes Zimmermann, 1924
- Lancetes flavoscutatus Enderlein, 1912
- Lancetes immarginatus Zimmermann, 1924
- Lancetes lanceolatus (Clark, 1863)
- Lancetes marginatus (Steinheil, 1869)
- Lancetes mixtus (C.O.Waterhouse, 1881)
- Lancetes nigriceps (Erichson, 1834)
- Lancetes praemorsus (Erichson, 1834)
- Lancetes subseriatus Zimmermann, 1924
- Lancetes tarsalis Ríha, 1961
- Lancetes theresae Sharp, 1902
- Lancetes towianicus Zimmermann, 1924
- Lancetes varius (Fabricius, 1775)
- Lancetes waterhousei Griffini, 1895

## Распространение
Встречаются преимущественно в Южной Америке и один вид (Lancetes lanceolatus) известен из южной части Австралии, Тасмании и Новой Зеландии.